# Norma e Felice
Norma e Felice è una sitcom italiana prodotta da RTI e dalla Aran, andata in onda su Canale 5 dal 15 ottobre 1995 al 3 marzo 1996. La serie, a cura di Antonino Antonucci Ferrara, è lo spin-off della sitcom Nonno Felice.

## Trama
In seguito alla nascita di una seconda coppia di gemelli in casa Malinverni, Nonno Felice decide di andare a vivere da solo per non gravare sui familiari. Per poter gestire la casa ed essere accudito, in accordo con la famiglia, si affida a Norma Del Becco (Franca Valeri), una governante di lunga e provata esperienza. Dati i forti caratteri dei due, la convivenza forzata creerà inizialmente non pochi problemi ad entrambi, ma anche inevitabili momenti di divertimento e complicità. 

## Personaggi ricorrenti
Oltre ai 2 protagonisti, nel cast sono presenti in forma ricorrente:
Franco Malinverni: figlio di Felice, interpretato da Franco Oppini.
Ginevra: nuora di Felice, interpretata da Paola Onofri.
Eva e Morena: nipotine di Felice, interpretate da Eva e Morena Prantera (accreditate nei titoli solo come Eva e Morena)
Nino: portiere del palazzo, interpretato da Gaetano Zerbo. 
Claudia e Roberto Maria Galimberti: vicini invadenti e scrocconi, interpretati rispettivamente da Claudia Poggiani e Aldo Ralli.
Dudù Esposito: amico di Felice, interpretato da Guido Cerniglia.
Fabio: nipote di Norma, interpretato da Alessandro Gruttadauria.
Gemellini Malinverni: nipotini neonati di Felice (interpreti non accreditati)

## Personaggi occasionali
- Nell'episodio "Una tata per tutti" partecipano Roberta Capua nei panni di Deborah, Valeria Ferrario nei panni di Silvia, e Sonia Piacentini nei panni di Vanessa, tutte aspiranti governanti.
- Nell'episodio "Arsenico e vecchi sberleffi" appaiono la giornalista Marina Dalcerri nel ruolo di se stessa, Sebastiano Filocamo nei panni del poliziotto, Sergio Romanò e Gianfranco Cifali nei panni degli addetti dell'agenzia funebre.
- Nell'episodio ''Piccoli gangster'' appare Maurizio Trombini nel ruolo del vigilantes del supermercato.
- Nell'episodio ''Alé oh! oh!'' appare Paolo Lombardi nel ruolo di un carabiniere.
- Nell'episodio ''Casta Diva'' appare Gianni Barabino nel ruolo di un lettore della posta di Casta Diva.
- Nell'episodio ''Sotto le ali niente'' appare Renzo Ozzano nel ruolo del venditore di corsi di educazione sessuale.
- Nell'episodio ''Il giorno della papera'' appare nel ruolo della vicina di casa Renata Attivissimo.
- Nell'episodio ''Fiori di Mandarì'' appare Enzo Garinei nel ruolo del conte Alberto Mandarì di Torrevecchia.
- Nell'episodio ''Un Natale coi fiocchi'' partecipa Dario Viganò nel ruolo dell'angelo.
- Nell'episodio "Stasera mi butto" partecipano Guido Spadea nel ruolo di Carletto, Gabriele Villa nel ruolo di Michele, Gianni Mantesi nel ruolo di Saverio e Linda Lorenzi, Elena Presti e Katia Suarez, tutte nei panni delle amiche della nipote di Michele (Marta, Inghe e Simona).
- Nell'episodio "L'oriente bussa alle porte" partecipano Xiao Dong Mei nel ruolo della colf cinese e Down Yourbrough in quello della colf di colore.
- Nell'episodio "Polpette, pollo e insalatina" partecipa Nicola De Buono nei panni del dottore.
- Nell'episodio "Surprais surprais" partecipano Mary Teynolds nei panni della sosia della regina Elisabetta II e Pino Calabrese nei panni del ciambellano della regina.
- Nell'episodio "Testa di legno" partecipano Fabio Bonini nei panni dell'imprenditore truffatore Giorgio La Fede e Mario Bechini, Stella Maris, Andrea Montuschi, Gianluca Paris, Nganjang Tchabong, Elsa Dorella, Elisa Lepore e Rena Geourgiopulos tutti nei panni dei truffati.
- Nell'episodio "Il guizzo di Leonardo" partecipano Roberto Malandrino nei panni di Leonardo e Gianfranco Cifali come speaker delle estrazioni del Lotto.
- Nell'episodio "Colpo di frusta" partecipa Enzo Garinei nei panni di Giancarlo Zanna della Mastino Assicurazioni.
- Nell'episodio "Mordi e fuggi" partecipa Federico Rizzo nei panni di Federico Malinverni, il nipote di Felice, e Louise Anne Gard nei panni di Kitty.
- Nell'episodio "La premiata ditta" partecipano Elisabetta Torlasco, nei panni della signora Goldrini, Itala Cosmo nei panni di Emma Caiella e Francesca Carvelli nei panni della signora Panepane, tutte ''clienti'' di Norma, reinventatasi nell'episodio come esperta di cosmesi..

## Realizzazione
Della sitcom venne realizzata una sola stagione composta da venti episodi, in quanto durante le riprese e la lavorazione della serie le condizioni di salute di Gino Bramieri, che già soffriva da qualche anno di un tumore al pancreas, peggiorarono, e non permisero di lavorare a nuove stagioni; La sitcom ha vinto un Telegatto nel 1996 nella categoria "Miglior telefilm italiano", premiazione quest'ultima che avvenne in circostanze del tutto eccezionali, poiché Bramieri, logorato dalla malattia, per poter ritirare di persona il premio ottenne un permesso speciale dall'ospedale nel quale si trovava in cura. Si è trattato dell'ultimo lavoro televisivo dell'attore comico Gino Bramieri, che morì nel mese di giugno del 1996.

## Programmazione
La sit-com andava in onda su Canale 5 la domenica alle ore 18:15 nella pausa tra le due parti del contenitore Buona Domenica, nella stessa collocazione oraria di altre sitcom come Casa Vianello, e la serie madre Nonno Felice. In seguito, è stata riproposta sempre su Canale 5, ma anche su Rete 4, Happy Channel, Mediaset Extra e Iris.

## Studi di registrazione e ambientazione
La serie, girata negli studi Link Up di Milano, è ambientata esclusivamente all'interno dell'appartamento di Nonno Felice, in particolare nei tre set principali del salotto, cucina e terrazzo, ai quali si aggiungono eccezionalemente i set delle camere da letto di Norma e Felice, entrambi presenti in soli 2 episodi. 

## Episodi
| Stagione       | Episodi | Prima TV  |
| -------------- | ------- | --------- |
| Prima stagione | 20      | 1995-1996 |